# Effet Dufour
L'effet Dufour est une composante du flux de chaleur lié à la diffusion dans les milieux multiespèces. Il a été découvert par le physicien suisse Louis Dufour.

## Expression du flux de chaleur dans un milieu multiespèces
Les milieux fluides multiespèces donnent lieu à un flux de chaleur comportant trois termes liés respectivement :
- à la conduction,
- au transport d'énergie par la diffusion,
- la variation d'énergie d'activation au cours de la diffusion : c'est l'effet Dufour.

Cet effet peut se calculer à partir de la thermodynamique hors équilibre ou par la résolution de l'équation de Boltzmann dans les gaz en utilisant la méthode de Chapman-Enskog.
Le flux de chaleur  dans le milieu s'écrit pour un gaz :
{\displaystyle \mathbf {q} =-\lambda \nabla T+\sum _{i}\rho _{i}e_{i}{\mathbf {V} _{D}}_{i}+p\sum _{i}k_{i}^{T}{\mathbf {V} _{D}}_{i}}
où
- {\displaystyle \mathbf {q} } est le vecteur flux de chaleur,
- {\displaystyle \lambda } la conductivité,
- {\displaystyle T} la température,
- {\displaystyle p} la pression,
- {\displaystyle \rho } la masse volumique,
- {\displaystyle e} l'énergie interne,
- {\displaystyle k^{T}} coefficient de diffusion thermique multicomposant (un nombre sans dimension, en anglais "thermal diffusion ratio"),
- {\displaystyle \mathbf {V} _{D}} le vecteur vitesse de diffusion donné par les équations de Stefan-Maxwell.